# Tisentnops leopoldi
Tisentnops leopoldi är en spindelart som först beskrevs av Helmuth Zapfe 1962.  Tisentnops leopoldi ingår i släktet Tisentnops och familjen Caponiidae. Inga underarter finns listade i Catalogue of Life.